# ダーメン・グループ

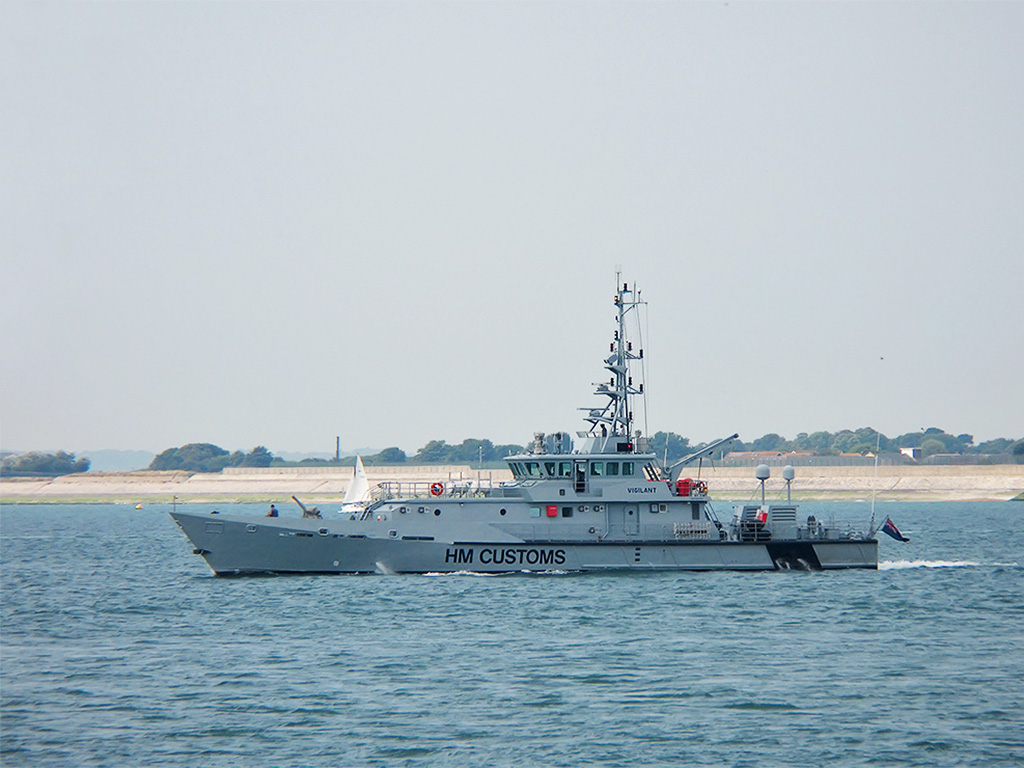
最高速度の26ノットで航海するダーメンの42メートル級船舶

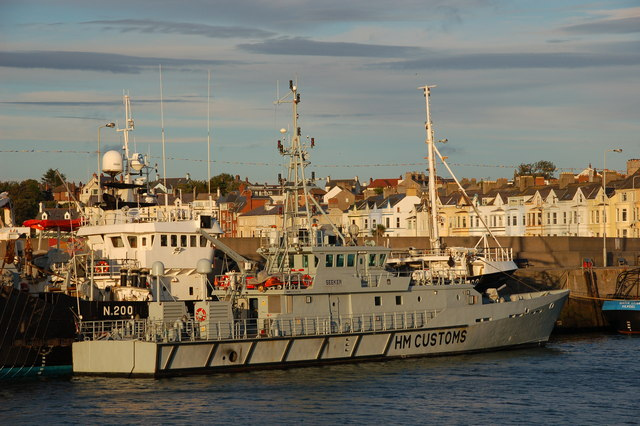
2001年にイギリス政府に納入された税関警備艇HMCC シーカー

ダーメン・グループはオランダに本拠を置く造船企業グループ。

## 歴史
ダーメンは、1927年にヤン・ダーメンとマリヌス・ダーメンがオランダのハルディンクフェルト=ギーセンダムで創業した。兄弟の経営は数十年に渡って成功を収めた。主にオランダ向けであったが、小さくても継続して受注が取れる顧客ベースを構築していた。
ハルディンクフェルトの造船所はダーメンの本社があるホルクムから10kmほどのところにあり、作業船の設計・建造に特化している。
1969年にはヤンの息子コマー・ダーメンが跡を継いだ。従来から手ごろな価格で信頼性の高い船舶を建造していたが、コマーはさらに「作業船の設計を標準化し、連続建造する」という革新的なアイデアを温めていた。このビジョンを現実のものとするためには主要なサプライヤーと顧客の支持が必要だったが、結果としてこれは成功し、多くのサプライヤーおよび顧客は現在でもダーメンと密接な関係を維持している。
今日ではダーメン・グループは世界に50以上の造船所・修理ヤード・関連会社を持ち、ダーメンの船体を建造できる数々のパートナー工場を擁している。1969年以降、ダーメンは5,000隻以上の船舶を設計・建造し、毎年150隻以上を納入している。
ダーメンは世界120カ国で事業を行う国際的企業グループとなったが、今も変わらず家族経営を行っている。

## 要目（2014年）
売上高：20億ユーロ
保有する造船所：32ヶ所
- うちオランダ国内： 15
- 国外： 17

従業員数：9,000人
- うちオランダ国内： 3,000人
- 国外： 6,000人

2014年の引き渡し数： 160隻
- タグボート / 作業船： 82隻
- 外洋船：10隻
- 高速艇・フェリー：39隻
- 台船・はしけ： 11隻
- 浚渫船・特殊船： 13隻
- 軍艦・ヨット： 5隻

## 現在
ダーメンは世界各国に30以上の造船所および関連会社を持ち、船舶建造だけでなくメンテナンスや修理も行っている。
ダーメンはタグボート、作業船、警備艇、輸送船、浚渫船、大型ヨットや高速フェリーといった幅広い製品ラインアップを揃えている。設計およびエンジニアリングは社内で行われており、幅広い部分の設計が可能になっている。

### 主要部門
- ロイヤル・スヘルデ：艦艇
- アメルス：高級ヨット

## 製品

### 艦艇
- コルベット (シグマ型)
- フリゲート (デ・ゼーヴェン・プロヴィンシェン級、コルテノール級、カレル・ドールマン級)
- 哨戒艦 (ホラント級)
- 揚陸艦 (ロッテルダム級)
- 掃海艇 (アルクマール級)
- 巡視艇 (ダーメン・スタン2600型巡視艇 ダーメン・スタン4200型巡視艇)

### 輸送船
- コンテナ船 (Damen Container Feeder)
- タンカー (Damen Tanker)

### 客船
- 双胴船
- 高級ヨット (レディ・モナ・K (1986年), モンテカルロ (1988年), ラリッサ (2004年))

## 主要顧客

### アメリカ沿岸警備隊
アメリカ沿岸警備隊はダーメン4708型をベースとしたセンチネル型カッターをルイジアナ州ロックポートのボリンジャー造船所で建造した。1番船は8,800万ドルの価格固定契約だったが、オプション契約を行使して34隻すべてを建造した場合には6〜8年間で総額15億ドル（1隻あたり4,550万ドル）となる。

### カナダ沿岸警備隊
2009年9月2日にカナダ公共事業・政府サービス省は9隻の内洋警備艇（ヒーロー型巡視艇）を導入すると発表した。これはダーメン4207型にカナダ向けの改良を加えたもので、ノバスコシア州ハリファックスのアーヴィング造船所で建造され、カナダ沿岸警備隊と王立カナダ騎馬警察で使用される。カナダ水産海洋省の当初要求は12隻であったが、削減された。

### ジャマイカ国防軍沿岸警備隊
ジャマイカ国防軍沿岸警備隊（JDFCG）は2005年10月27日にHMJS コーンウォールを就役させた。これはダーメン4207型を採用した3隻（JDFCGではカウンティ級と呼称し、艦名はジャマイカの郡（カウンティ）にちなんで命名されている）の1番艦で、2番艦 HMJS ミドルセックスは2006年4月7日、3番艦 HMJS サリーは2007年6月26日に就役した。

### 香港警務処 水警総区
香港警務処 水警総区はダーメンで建造された2600型を保有している。
以前はダーメン Mk.I を使用していたが、これは退役してケカ型巡視艇に更新されている。

### エクアドル沿岸警備隊
2011年11月にエクアドル沿岸警備隊はダーメン2606型を発注し、エクアドル国内のAstinaveで建造すると発表した。

### ベトナム水上警察
ダーメン・グループは捜索救難用にダーメン4207型を納入している。
また、ベトナム海上警察は、ダーメン・グループからライセンスを取得して外洋哨戒艦として9104型 1隻、水路測量船として6613型 1隻、サルベージ曳船として6412型 4隻を建造する計画である。これらはベトナム国内のSong Thu companyで建造される予定である。

### トリニダード・トバゴ沿岸警備隊
ダーメン・グループはトリニダード・トバゴ沿岸警備隊から12隻の発注を受けており、うち3隻が納入済みである。沿岸哨戒艇 CG25と要撃艇、補給艇が納入され、国境警備の強化による武器弾薬・麻薬の密輸への抑止力として期待されている。

## グループ企業
ダーメンは大きな企業グループである。グループ企業の一部を以下に挙げる。
- アメルス
- Bodewes Millingen
- ダーメン・アンカー・アンド・チェイン・ファクトリー
- ダーメン・ドレッジング・エクイップメント
- ダーメン・マリン・コンポーネンツ
- ダーメン・マリン・サービス
- ダーメン・スヘルデ・ギア
- ダーメン・スヘルデ・マリン・サービス
- ダーメン・スヘルデ・ナーバル・シップビルディング
- ダーメン・シップリペア・ロッテルダム
- Nakilat Damen Shipyards Qatar[11]